# Benno Max Leser-Lasario
Benno Max Leser-Lasario (vor 1890 – nach 1920) war ein Wiener Sänger und Atemlehrer.

## Leben
Leser-Lasario war ursprünglich Arzt und lebte Ende des 19. Jahrhunderts bis in die 1920er Jahre. Er verfasste das Lehrbuch der Original-Vokalgebärden-Atmung (Lebensweiser Verlag, 1931). Bei seiner Atemmethode moduliert der Übende seinen Ausatem zu Tönen und erzeugt so Resonanzen in bestimmten Körpergegenden und vertieft seinen Ausatem. Besonderen Wert legte Leser-Lasario auf die Vorformung des Klanglauts durch den Körper, insbesondere der Lippen, bevor der Ton tatsächlich erzeugt wird (Vokalgebärde).
Leser-Lasarios Methode wurde aufgegriffen und weiterentwickelt von Ilse Middendorf in ihrem Erfahrbaren Atem. Eine Ähnlichkeit zur Eurythmie der Anthroposophen wird von manchen Autoren angedeutet.
Annemarie Leser-Lasario bemüht sich nach dem Tod von Benno Max Leser-Lasario, seine Methode zu verbreiten.

## Schriften
- Die zehn Gebote des Atmens, Frankfurt am Main 1920
- Lehrbuch der Original-Vokalgebärden-Atmung, 2. Auflage, Büdingen-Gettenbach 1954, Lebensweiser-Verlag

| Personendaten    | Personendaten                |
| ---------------- | ---------------------------- |
| NAME             | Leser-Lasario, Benno Max     |
| KURZBESCHREIBUNG | Wiener Sänger und Atemlehrer |
| GEBURTSDATUM     | vor 1890                     |
| STERBEDATUM      | nach 1920                    |